# Juan Nsue Edjang Mayé
Juan Nsue Edjang Mayé (Micomeseng, Kié-Ntem, 9 de noviembre de 1957) es un religioso ecuatoguineano, actualmente arzobispo de Malabo.
Fue ordenado sacerdote el 25 de marzo de 1995. El Papa Benedicto XVI lo nombró el 19 de febrero de 2011 Obispo de Ebebiyín. La ordenación episcopal la llevó a cabo el nuncio apostólico en Camerún y Guinea Ecuatorial, Piero Pioppo, el 7 de mayo del mismo año; los co-consagrantes fueron Ildefonso Obama Obono, arzobispo de Malabo, y Juan Matogo Oyana CMF, obispo de Bata.
El papa Francisco lo designó el 11 de febrero de 2015 Arzobispo de Malabo.